# IP封锁
IP封锁是互联网审查的一种方式。

## 定义
IP封锁是指防火墙维护一张IP地址的黑名单，一旦发现发往黑名单中地址的请求数据包，就直接将其丢弃，这将导致源主机得不到目标主机的及时响应而引发超时，从而达到屏蔽对目标主机的访问的目的。
提供服務的伺服器亦可能使用類似的方法，以控制可存取的範圍，通常可設定白名單只允許某個網段或某個國家的IP存取，也可設定黑名單以禁止某網段或某些國家的IP存取。例如一些線上遊戲營運商或線上影片服務為確保本國玩家的權益及版權限制，只允許本國的IP連線。

## IP封锁的缺点
这种对被封禁的网站采用黑名单而不是对被允许访问的网站采用白名单的过滤机制，难免会有漏网之鱼的存在。

## 另見
- 内容控制软件
- 黑洞攻击
- 路由黑洞